# Psammopsyllus maricae
Psammopsyllus maricae is een eenoogkreeftjessoort uit de familie van de Leptopontiidae. De wetenschappelijke naam van de soort is voor het eerst geldig gepubliceerd in 1983 door Cottarelli, Saporito & Puccetti.